# Helicophagus
A Helicophagus a sugarasúszójú halak (Actinopterygii) osztályának harcsaalakúak (Siluriformes) rendjébe, ezen belül az óriásharcsafélék (Pangasiidae) családjába tartozó nem.

## Tudnivalók
A Helicophagus-fajok Délkelet-Ázsia és Észak-Indonézia édesvizeiben fordulnak elő. A legnagyobb példányaiknak hossza 37,7-70 centiméter között mozog.

## Rendszerezés
A nembe az alábbi 3 faj tartozik:
- Helicophagus leptorhynchus Ng & Kottelat, 2000
- Helicophagus typus Bleeker, 1857 - típusfaj
- Helicophagus waandersii Bleeker, 1858